# Ismael La Rosa
Ismael La Rosa  (Lima, Peru, 1977. március 16. –) perui színész.

## Élete
Ismael La Rosa 1977. március 16-án született Peruban. 1997-ben szerepet kapott a La rica Vicky-ben. 2002-ben a Vadmacska című sorozatban Ivánt alakította. 2010-ben megkapta Federico Álvarez de Toledo szerepét az Aurora című telenovellában.
2008-ban feleségül vette Virna Flores színésznőt. Első gyermekük 2010-ben született.

## Filmográfia
| Év        | Cím                                        | Szerep                     |
| --------- | ------------------------------------------ | -------------------------- |
| 1997      | La rica Vicky                              | Gonzalo Villarán           |
| 1998–1999 | Amor Serrano                               | Iván Yunque                |
| 2001      | María Emilia: Querida                      | Miguelón Gómez León        |
| 2000      | Estrellita                                 | Salvador Sifuentes         |
| 2001      | Éxtasis                                    |                            |
| 2002      | Vadmacska (Gata Salvaje)                   | Ivan Rios                  |
| 2003      | Ángel Rebelde                              | Leonel Anselmo             |
| 2004      | A liliomlány (Inocente de ti)              | Gilberto                   |
| 2005      | El amor no tiene precio                    | Juan Carlos Carvajal       |
| 2006      | Amores como el nuestro                     | Fausto Dioses              |
| 2006      | Las dos caras de Ana                       | Eric Guerra                |
| 2008      | Az áruló (La traición)                     | Daniel Von Sirak           |
| 2010      | Elisa nyomában (¿Dónde Está Elisa?)        | Nicolás del Valle          |
| 2010–2011 | Aurora                                     | Federico Álvarez de Toledo |
| 2011-2012 | Csoda Manhattanben (Una Maid en Manhattan) | Tadeo Falcón "Tito"        |
| 2013      | Marido en alquiler                         | Simon                      |